# 2-3-2K
2-3-2K (oznaczenie fabryczne P12, ros. П12) – doświadczalna lokomotywa parowa produkcji radzieckiej dla prowadzenia pociągów ekspresowych, skonstruowana w Zakładzie Kołomieńskim w Kołomnie. W latach 1937–1938 zbudowano dwie lokomotywy tego typu, które służyły do prowadzenia pociągów ekspresowych przed II wojną światową. 

## Projektowanie i budowa
Parowóz o oznaczeniu fabrycznym typu P12 został skonstruowany w Zakładzie Kołomieńskim (ros. Kołomienskij zawod) w Kołomnie jako doświadczalna maszyna mająca osiągać wysokie prędkości, do prowadzenia pociągów ekspresowych. W tym czasie nowy radziecki produkowany seryjnie parowóz pospieszny IS rozwijał prędkość konstrukcyjną 115 km/h . Po przeanalizowaniu różnych układów osi, zdecydowano się na parowóz o układzie 2'C2', oznaczanym liczbą osi 2-3-2 w notacji rosyjskiej . Początkowo zakładano, że będzie miał koła napędowe o średnicy 1850 mm, pozwalające na prędkość konstrukcyjną 130 km/h, ostatecznie zwiększono średnicę kół do 2000 mm, a prędkość konstrukcyjną do 150 km/h. Projekt opracowano w latach 1935-1936 pod kierownictwem inżynierów L. Lebiedianskiego i M. Szczukina . Ludowy Komisariat Transportu (NKPS) zamówił budowę dwóch egzemplarzy. Parowóz nie miał nadanego oznaczenia kolei, natomiast w literaturze określany jest jako 2-3-2K, w odróżnieniu od drugiej konstrukcji parowozu w takim układzie 2-3-2W zbudowanego w Woroszyłowgradzie. Pierwszy parowóz ukończono 7 listopada 1937 roku, a drugi 1 maja 1938 roku (daty dostosowano do świąt radzieckich: 20. rocznicy rewolucji październikowej i święta pracy) . Z fotografii zamieszczonych obok wynika, że oznakowane były jako: „2-3-2” i parowóz № 1 miał na odchylaczach dymu po bokach komina nazwę: „XX Oktiabr′” (XX Październik), a № 2: „1 Maja”.
Konstrukcję parowozu starano się uczynić jak najlżejszą, zwłaszcza w zakresie mechanizmu ruchu, stosując w tym celu między innymi koła dyskowe, wytłaczane tłoki i stal stopową . Dla zmniejszenia oporów ruchu, w zestawach tocznych lokomotywy i tendra zastosowano łożyska toczne. Lokomotywy wyposażono ponadto w opływowe otuliny dla zmniejszenia oporu aerodynamicznego. Wszystkie koła parowozów i tendrów wyposażono w hamulce, zwiększając skuteczność hamowania . Pierwszy parowóz miał nowy przegrzewacz Ł40 (Л40) o dużej średnicy rur, a drugi, dla porównania przegrzewacz Elesko-Je (stosowany na parowozach serii FD i IS), przez co ich kotły różniły się parametrami. W eksploatacji przegrzewacz Ł40 okazał się bardziej wydajny i ekonomiczny. Ujemną cechą w porównaniu z parowozem 2-3-2W było jednak wykonanie głównych podzespołów specjalnie dla nowych parowozów, bez dążenia do ujednolicenia ich z już produkowanymi maszynami. W 1940 roku na podtrzymującym wózku osi tocznych parowozu nr 1 zainstalowano buster, co polepszyło własności w zakresie ruszania z miejsca i podjazdów pod wzniesienia z małymi prędkościami.

## Eksploatacja

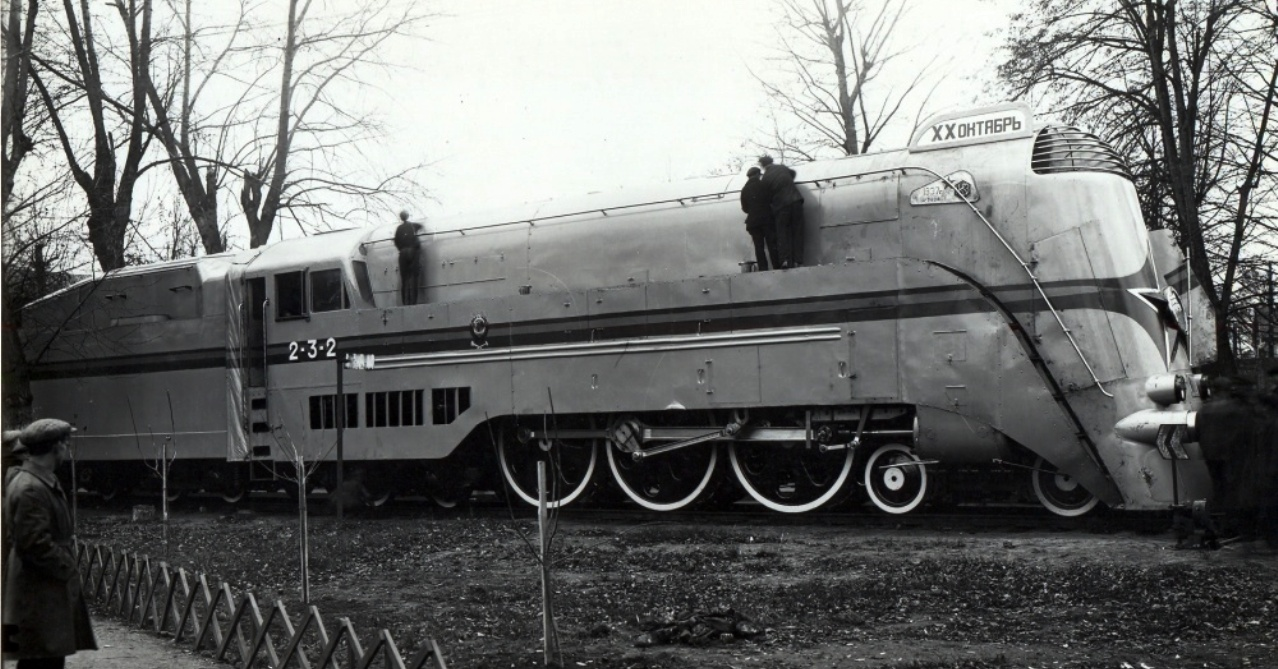
Parowóz 2-3-2K nr 1

Pierwszą lokomotywę w 1938 roku poddano dokładnym próbom i przy prędkości 149,2 km/h osiągnięto moc 3070 KM. 24 kwietnia 1938 roku parowóz osiągnął prędkość 160 km/h. 29 czerwca 1938 roku ze specjalnym czterowagonowym pociągiem parowóz osiągnął rekordową w ZSRR prędkość 170 km/h na odcinku Lichosławl − Kalinin . 
Oba parowozy następnie weszły do eksploatacji na Kolei Oktiabrskiej, prowadząc pociągi pospieszne i ekspresowe. Prowadziły one między innymi ekspres „Krasnaja strieła” (Czerwona Strzała) z Leningradu do Moskwy, którego czas jazdy mógł dzięki temu wynieść 8 godzin. W jednym przypadku, nadrabiając opóźnienie, parowóz tego typu pokonał odcinek Bołogoje – Moskwa (331 km) w 3 godziny. Ponieważ jednak rozkład jazdy był dostosowany do wolniejszych parowozów Su, parowozy 2-3-2K nie pracowały w optymalnym reżimie i były o 10-12% mniej ekonomiczne. Tuż przed II wojną światową planowano rozpocząć ruch szybszych pociągów ekspresowych i zamówić w Zakładach Kołomieńskich dalsze 10 parowozów tego typu, lecz nie doszło do tego z powodu ataku niemieckiego. W latach 1938–1940 przebieg parowozów wyniósł około 170 tysięcy km .
Po wojnie parowozy eksploatowano z prędkościami do 70 km/h, wobec czego zdjęto otuliny aerodynamiczne dla ułatwienia eksploatacji, hamulce z kół tocznych i buster z parowozu nr 1, co spowodowało zmniejszenie masy służbowej do 115 ton, a przyczepnej do 57 ton.